# Mary Willis Walker
Mary Willis Walker, född 24 maj 1942 i Fox Point i Milwaukee County, Wisconsin, död 4 november 2023, var en amerikansk författare.